# Tour T1
Tour T1 — офисный небоскреб, расположенный в коммуне Курбевуа (в районе Faubourg de l’Arche), в непосредственной близости от делового района Дефанс, к западу от Парижа. Является 5-м по высоте зданием Парижского региона.

## История
Строительство этой башни началось в 2005 году и закончилось в 2008. Высота здания — 185 метров, по состоянию на 2016 год является пятым по счету самым высоким зданием во Франции, после башни Tour First (231 м), Монпарнас (210 м), Tour Majunga (193 м), и Tour Total (190 м).
Разработан архитектурным бюро Valode & Pistre. Здание имеет форму сложенного полотна, похожего на парус, вздутого от ветра. Южный фасад башни строго вертикален (со стороны Ла-Дефанс), в то время как на северной стороне фасада здание постепенно «спускается» к Курбевуа, обеспечивая переход между зданием и «не высотной частью» города.
Небоскреб полностью арендован компанией Engie (ранее GDF Suez), которая переехала в здание в 2010 году.
Tour T1 был продан в июне 2015 года Ivanhoe Cambridge в собственность Gecina.
Башня была покорена альпинистом Аленом Робером 7 апреля 2010 года, 3 октября 2013 года, 24 сентября 2015 года и 1 сентября 2016 года.

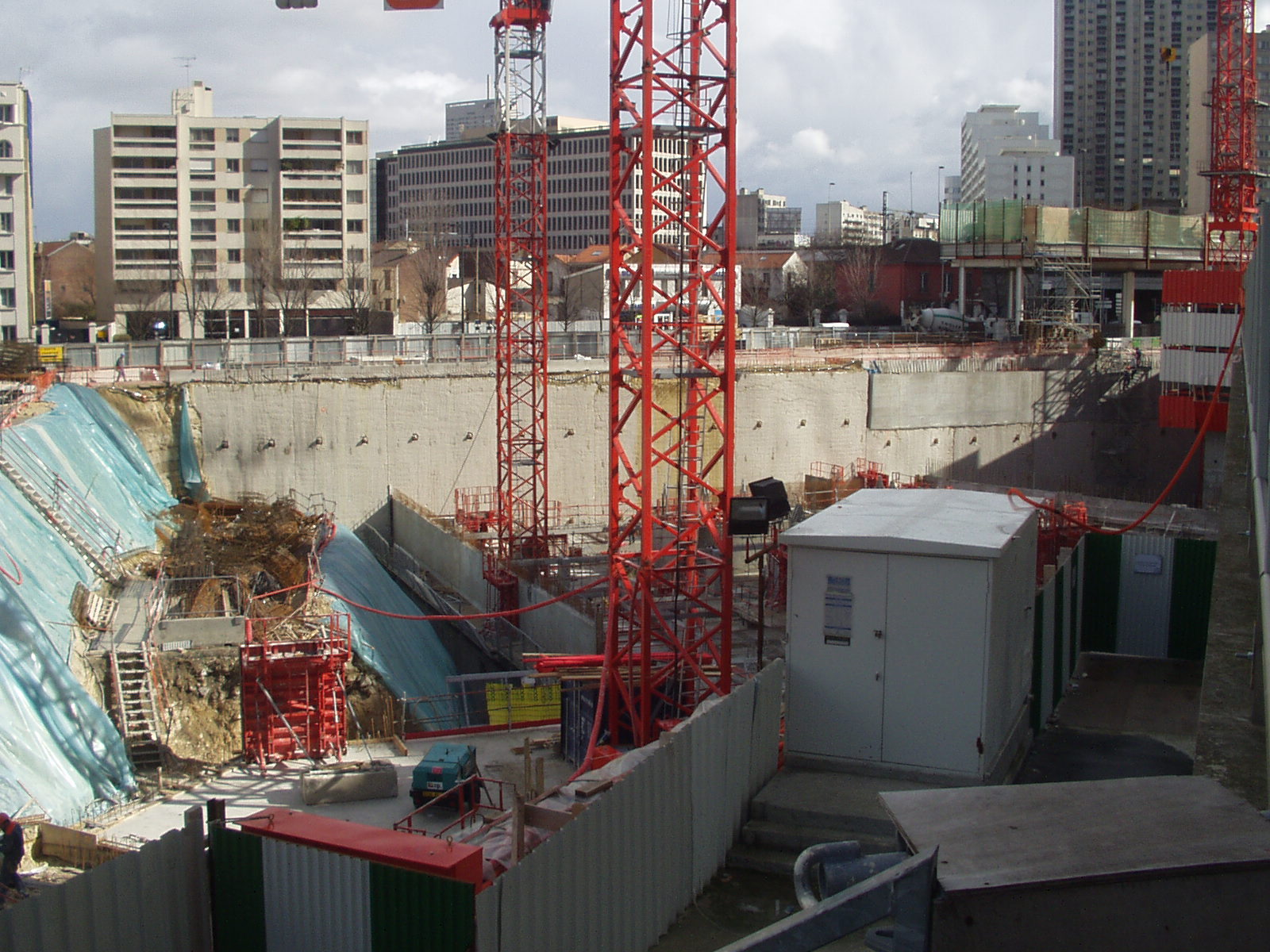
март - 2006 год